# Tespio
Tespio (in greco antico: Θέσπιος?, Théspios) o Testio è un personaggio della mitologia greca, re di Tespie una città della Beozia.

## Genealogia
Figlio del re di Atene Eretteo e di Prassitea sposò Megamede (figlia di Arneo) e fu padre di cinquanta figlie tra cui Nicippe.

Diodoro Siculo annota però che Tespio potrebbe aver avuto le figlie da più donne lasciando a Megamede il ruolo di matrigna.

## Mitologia

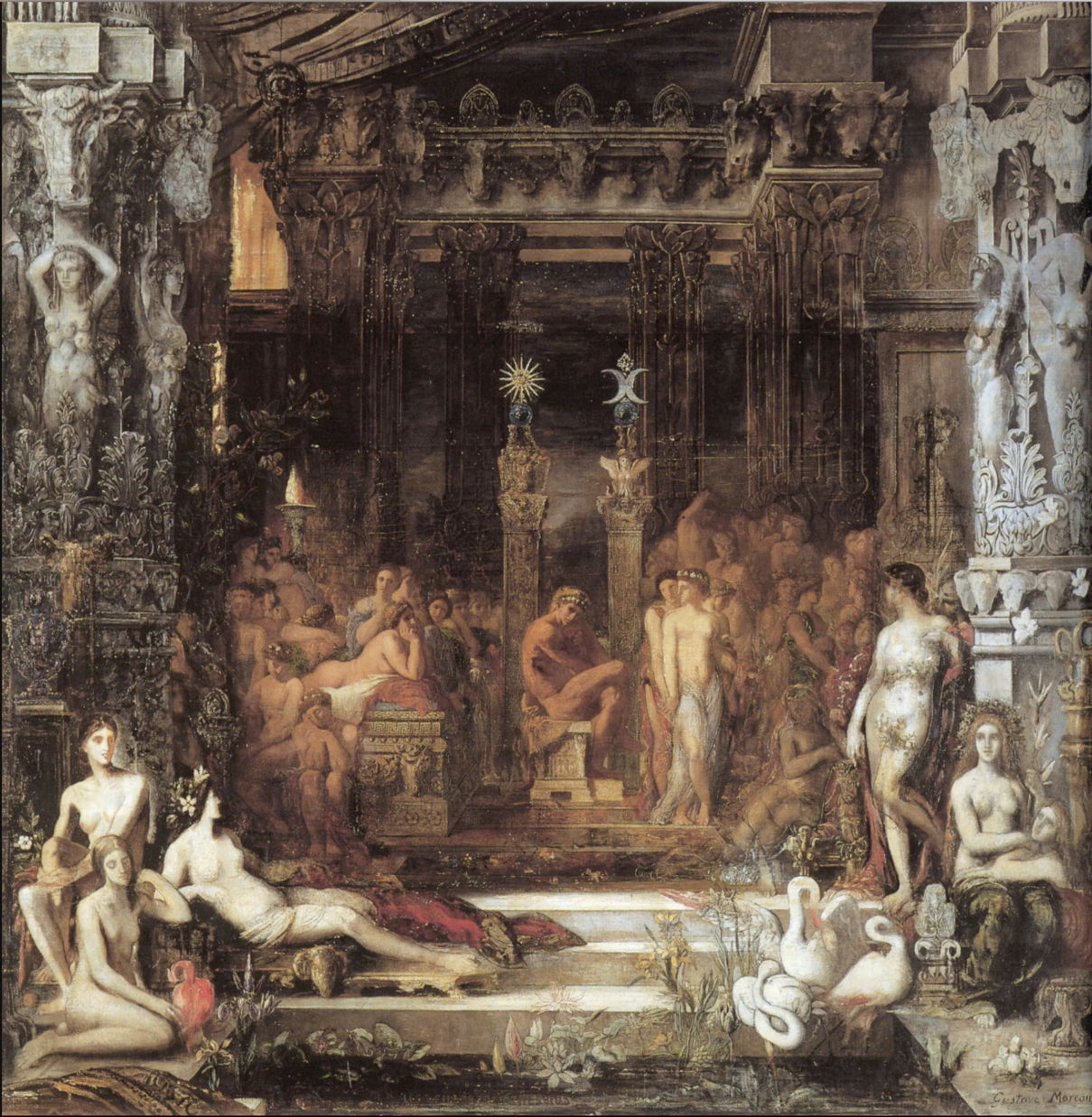
Gustave Moreau, Le figlie di Tespio.

Il mito di Tespio è legato a quello di Eracle che in quel periodo era in quelle zone per uccidere il leone di Citerone (da non confondere con il Leone di Nemea) ed era ospite di Tespio.

Tespio desiderava avere dei nipoti forti come l'eroe ma non riusciva a trovare degli uomini simili per far sposare le cinquanta figlie, così offrì a Eracle ognuna di loro per una notte e dopo cinquanta notti ognuna di loro rimase incinta.

Tutte partorirono e i loro figli furono chiamati i Tespiadi (Θεσπιάδες).
Diversi pareri riferisce Pausania in merito, poiché in una versione si afferma che in una notte sola il figlio di Zeus giacque con tutte le donne (nell'Antologia Palatina si racconta di tale episodio come la sua tredicesima fatica) e che e la più giovane e la più anziana partorirono due gemelli.

In un'altra versione si afferma che una rifiutò l'amore di Eracle e lui le ordinò di rimanere vergine per tutta la vita.
In seguito un araldo di Eracle consegnò a Tespio un messaggio riguardante i suoi figli dove gli chiedeva di inviarne la maggior parte a colonizzare la Sardegna.

Secondo alcuni, quella missiva fu inviata dagli stessi dèi.
Aristotele affermò che in Sardegna era praticato il rito dell'incubazione, ossia la liberazione rituale delle persone che fossero afflitte da incubi e ossessioni. Questi riti prevedevano che queste persone dovessero dormire accanto alle tombe degli eroi.

Simplicio, nei Commentari agli otto libri di Aristotele, afferma: «Sino ai tempi di Aristotele raccontavano che dei nove fanciulli avuti da Eracle dalle figlie di Tespio il Tespiese, le salme rimanessero incorrotte ed integre e presentassero le sembianze di dormienti. Questi per tanto sono gli eroi venerati in Sardegna».

## Elenco dei Tespiadi
| Figlia di Tespio | Tespiade                                                   |
| ---------------- | ---------------------------------------------------------- |
| Procri           | Antileone e Ippeo                                          |
| Essole           | Eritra                                                     |
| Xantide          | Omolippo                                                   |
| Stratonice       | Atromo                                                     |
| Ifide            | Celeustanore                                               |
| Laote            | Antifo                                                     |
| Antiope          | Alopio                                                     |
| Calametide       | Astibie                                                    |
| Fileide          | Tigasi                                                     |
| Ascreide         | Leucone                                                    |
| Antea            | Antea non ebbe figli poiché fu l'unica a rifiutare Eracle. |
| Euripile         | Archedico                                                  |
| Erato            | Dinaste                                                    |
| Asopide          | Mentore                                                    |
| Eone             | Amestrio                                                   |
| Tifise           | Linceo                                                     |
| Olimpusa         | Alocrate                                                   |
| Eliconide        | Falia                                                      |
| Tersicrate       | Euriope                                                    |
| Elachia          | Buleo                                                      |
| Nicippe          | Antimaco                                                   |
| Pirippe          | Patroclo                                                   |
| Prassitea        | Nefo                                                       |
| Lisippe          | Erasippo                                                   |
| Tossicrate       | Licurgo                                                    |
| Marse            | Bucolo                                                     |
| Nome sconosciuto | Creonte                                                    |
| Euritele         | Leucippo                                                   |
| Ippocrate        | Ippozigo                                                   |
| Epilaide         | Astianatte                                                 |
| Esichia          | Estroble                                                   |
| Certe            | Iobe                                                       |
| Panope           | Tresippa                                                   |
| Lise             | Eumede                                                     |
| Euribia          | Polilao                                                    |
| Patro            | Archemaco                                                  |
| Meline           | Laomedonte                                                 |
| Clitippe         | Euricarpi                                                  |
| Eubote           | Euripilo                                                   |
| Aglaia           | Antiade                                                    |
| Criseide         | Onesippo                                                   |
| Oria             | Laomene                                                    |
| Lisidice         | Telete                                                     |
| Menippide        | Entelide                                                   |
| Antippe          | Ippodromo                                                  |
| Nome sconosciuto | Teleutagora                                                |
| Argele           | Cleolao                                                    |
| Capito           | Ippote                                                     |
| Eubea            | Olimpo                                                     |
| Nice             | Nicodromo                                                  |